# Lamaiglesia
Lamaiglesia (llamada oficialmente San Pedro de Lamaigrexa) es una parroquia y una aldea española del municipio de Puebla del Brollón, en la provincia de Lugo, Galicia.

## Otras denominaciones
La parroquia también es conocida por el nombre de San Pedro de Lamaiglesia.

## Límites
Limita con las parroquias de Saá por el norte; Parada dos Montes y Salcedo por el este; Castroncelos y Salcedo por el sur; y Puebla del Brollón por el oeste.
| Noroeste: Saá             | Norte: Saá                  | Noreste: Parada dos Montes |
| Oeste: Puebla del Brollón |                             | Este: Salcedo              |
| Suroeste: Castroncelos    | Sur: Castroncelos y Salcedo | Sureste: Salcedo           |

## Organización territorial
La parroquia está formada por seis entidades de población, constando cinco de ellas en el nomenclátor del Instituto Nacional de Estadística español:
- Carril
- Lamaigrexa
- Martul (Martul de Alende)
- Recemunde
- Tudriz
- Villardeperas (Vilar de Peras)

## Demografía

### Parroquia
| Gráfica de evolución demográfica de Lamaiglesia (parroquia) entre 2000 y 2020 |
|                                                                               |
| Datos según el nomenclátor publicado por el INE.                              |

### Aldea
| Gráfica de evolución demográfica de Lamaigrexa (aldea) entre 2000 y 2020 |
|                                                                          |
| Datos según el nomenclátor publicado por el INE.                         |

## Patrimonio
- Iglesia de San Pedro, del siglo XVIII

## Festividades
Las fiestas de la parroquia se celebran, en honor a San Antonio, en el mes de junio.